# Alfred Zulkowski
Alfred Zulkowski (* 12. August 1940 in Wismar; † 19. Oktober 1989 ebenda) war ein deutscher Fußballtorwart.

## Sportliche Laufbahn

### Gemeinschaften und Clubs
Zulkowski begann mit dem Fußballspielen bei der heimischen BSG Motor Wismar, ehe er zum Jahreswechsel 1959/60 innerhalb der drittklassigen II. Liga zum ASK Vorwärts Neubrandenburg wechselte. Mit dem Armeesportklub gelang ihm 1960 der Aufstieg ins 2. Level des DDR-Fußballs, die I. Liga. Nach anderthalb Jahren in der Viertorestadt wurde Zulkowski im Januar 1962 zum Oberligisten ASK Vorwärts Berlin delegiert. Noch ohne Einsatz konnte er in der Hauptstadt schon nach einem halben Jahr seine erste nationale Meisterschaft gewinnen. Als Stammtorhüter und damit Nachfolger des langjährigen Vorwärts-Keepers Karl-Heinz Spickenagel errang er 1965 seinen zweiten Meistertitel, dem 1966 und 1969 noch zwei weitere folgen sollten. Nachdem Zulkowski mit den Berlinern zwischen 1967 und 1969 dreimal in Folge im Halbfinale des FDGB-Pokals ausgeschieden war, konnte er 1970 nach dem 4:2-Sieg im Finale gegen den 1. FC Lokomotive Leipzig auch erstmals den nationalen Pokalwettbewerb gewinnen.
Nachdem der FC Vorwärts Berlin 1971 nach Frankfurt (Oder) delegiert wurde, zog Zulkowski nicht mit in die fußballerische Provinz. Stattdessen schloss er sich der unterklassigen BSG NARVA Berlin an, mit der er 1974 noch einmal für ein Jahr in die zweitklassige Liga aufsteigen konnte. Im ND vom 22. August 1971 ist als Grund für seinen Abgang aus der Vorwärts-Elf „disziplinarisch“ vermerkt.

### Auswahleinsätze
Am 16. Dezember 1962 wurde der gelernte Schiffbauer bei der Afrika-Reise der DDR-Auswahl gegen Guinea zu seinem einzigen A-Länderspieleinsatz berufen. Er konnte sich später gegen den Rostocker Torhüter Jürgen Heinsch und den Leipziger Schlussmann Horst Weigang nicht behaupten. Des Weiteren kam Zulkowski noch zu einem Einsatz in der B-Nationalmannschaft und zu vier Partien in der U-23-Auswahl.

## Weiterer Werdegang
Nach dem Ende seiner sportlichen Laufbahn arbeitete Zulkowski unter anderem als Kohlenträger. Der frühere Auswahltorhüter starb mit 49 Jahren in seiner Heimatstadt Wismar.